# 张重华
张重华（327年—353年），字泰臨，是十六国时期前凉政权的君主。为前凉文王张骏次子，353年病死。張重華統治時期，前涼國勢達於極盛，多次擊敗後趙石虎的進攻，後更乘後趙末年國亂而進取秦州。在位七年病死，年僅二十七歲。

## 生平

### 早年
建興二十年（332年），群僚請張駿立世子，張駿最初不肯，但在中堅將軍宋輯的勸說下，張駿還是立了張重華為世子。建興三十三年（345年），張駿從涼州分劃出沙州及河州，以武威、武興、西平、張掖、酒泉、建康、西郡、湟河、晉興、須武及安故十一郡仍為涼州，由張重華任五官中郎將、涼州刺史。

### 统治
建興三十四年（346年），張駿去世，涼州官屬推張重華為使持節大都督、太尉、護羌校尉、涼州牧，襲爵西平公，假涼王。張重華即位後減輕賦斂，免除關稅，減省園囿，以撫恤貧窮者。同年後趙派麻秋、王擢等侵涼，金城太守張沖降趙，涼州震動。張重華任用謝艾抵抗，終大破趙軍，殺五千人。翌年，後趙再派石寧領二萬兵作為麻秋後援，前涼將領宋秦更加率二萬戶人投降後趙。張重華再度起用謝艾，命其率三萬步騎進軍臨河，又破趙軍，斬殺趙將杜勳、汲魚，一萬三千人被俘或陣亡。不久，石寧聯合麻秋等率十二萬兵進屯河南，再度進攻，張重華想要親自出擊，但為謝艾及索遐所勸止，遂派二人率兵二萬抵抗。時後趙將孫伏都、劉渾率步騎二萬增援麻秋，眾人渡過黃河並屯於長最。謝艾等進軍至神鳥，擊敗王擢前鋒，令其退回黃河以南，接著就進攻長最，再敗趙軍，麻秋等退還金城。石虎聞麻秋戰敗，也嘆息道：「我以偏師就平定了九個州，現在用九個州的力量卻在枹罕寸步難行，真是對方有能人，還不可以謀取呀。」不過，麻秋隨後擊敗了張瑁，枹罕護軍李逵降趙，於是河南地區羌、氐族人都附趙。
建興三十五年（347年），東晉派侍御史俞歸到涼州，授予張重華假節、侍中、大都督、督隴右關中諸軍事、護羌校尉、大將軍、涼州刺史，封西平公。俞歸到涼時，時張重華想稱涼王，故未受詔，更命親信沈猛向俞歸表示，但為俞歸拒絕，並言：「今天你的主公剛剛繼位就要稱王，若果率領河右部眾平定東方的胡、羯，修復晉朝帝陵及宗廟，迎天子還都洛陽，還有甚麼可以嘉獎呀？」沈猛把俞归的话全都转达给张重华，张重华就此作罢。另一种说法是，张重华嫌弃东晋册封的位号不够显贵，怒不受诏，群臣遂尊张重华为丞相、凉王、雍秦凉三州牧。
建興四十年（352年），因後趙國亂，苻健乘時於關中建立前秦，時任後趙西中郎將的王擢向東晉請降，獲授征西將軍、秦州刺史，但同年就被前秦將領苻雄擊破，於是出奔涼州，向前涼歸降。張重華厚待他，任命他為征虜將軍、秦州刺史。張重華更派了將軍張弘及宋修率一萬五千兵與王擢會合，讓他進攻前秦。次年（353年）兩軍交戰，王擢大敗逃奔姑臧，張弘及宋修都戰死。張重華素服為陣亡將士舉哀，也安慰其家人，更加再命王擢進攻前秦秦州，最終取勝，奪取秦州。張重華因而上疏東晉請求伐秦，東晉則進張重華涼州牧。

### 去世
建興四十一年（353年），張重華因病去世，享年二十七，葬顯陵。初諡為昭公，後改桓公，晉朝則賜諡號敬烈公。重華病重時曾下手令徵召謝艾為衞將軍、監中外諸軍事以輔政，但最終為重華兄張祚等人壓下，終由張祚輔政，不久更廢掉張重華的世子張曜靈，自己登位。張祚稱帝，追諡張重華為桓王，上廟號世宗。

## 性格特徵
張重華寬厚平和，深沉穩重，又寡言。不過在擊退後趙連番進攻後表現怠惰，疏於政事且很少親身接見賓客，司直索遐曾經進言勸諫，張重華雖然大感高興，但沒有改變。他又喜和身邊小人玩樂，更多次向左右近臣賞賜金錢。

## 家族列表

### 父母
- 父亲 张骏
- 母亲 马氏

### 妻妾
- 裴王后，為張祚所殺。
- 郭夫人

### 子
- 哀公张曜灵
- 敬悼公张玄靓